# 丹波警察署
丹波警察署（たんばけいさつしょ）は、兵庫県警察が管轄する警察署の一つ。

## 所在地
- 兵庫県丹波市柏原町柏原2649番地

## 管轄区域
- 丹波市全域

## 交番
- 柏原駅前交番 - 丹波市柏原町柏原1146-6

## 駐在所
- 下滝駐在所（丹波市山南町下滝159-8）
- 池谷駐在所（丹波市山南町長野170-16）
- 谷川駐在所（丹波市山南町谷川2101-7）
- 小川駐在所（丹波市山南町野坂103）
- 和田駐在所（丹波市山南町和田43-1）
- 富田駐在所（丹波市山南町小野尻1455-1）
- 石生駐在所（丹波市氷上町石生603-9）
- 谷村駐在所（丹波市氷上町谷村524）
- 氷上駐在所（丹波市氷上町氷上681-12）
- 成松駐在所（丹波市氷上町成松500）
- 上新庄駐在所（丹波市氷上町上新庄320-4）
- 香良駐在所（丹波市氷上町香良1187-3）
- 沼駐在所（丹波市氷上町沼104-1）

- 田井縄駐在所（丹波市青垣町田井縄363-4）
- 佐治駐在所（丹波市青垣町佐治322）
- 山垣駐在所（丹波市青垣町山垣1211-2）
- 石才駐在所（丹波市春日町石才322-1）
- 黒井駐在所（丹波市春日町黒井1519-1）
- 国領駐在所（丹波市春日町国領1900-1）
- 松森駐在所（丹波市春日町松森912-2）
- 多利駐在所（丹波市春日町多利1792-2）
- 酒梨駐在所（丹波市市島町酒梨791）
- 上牧駐在所（丹波市市島町上牧788-1）
- 市島駐在所（丹波市市島町市島427-1）
- 上竹田駐在所（丹波市市島町上竹田104-3）
- 中竹田駐在所（丹波市市島町中竹田1560-4）

## アクセス
- JR 柏原駅から北西へ約2km
- JR 石生駅から南へ約2.5km